# Торбач
Торбач, Торбачи, Торбаче или Търбачи (на албански: Tërbaç или Tërbaçi, Търбач, Търбачи) е село в Албания, в община Булкиза (Булчица), административна област Дебър.

## География
Селото е разположено в историкогеографската област Голо бърдо, между Вичища и Голеища.

## История

### В Османската империя
В „Етнография на вилаетите Адрианопол, Монастир и Салоника“, издадена в Константинопол в 1878 година и отразяваща статистиката на населението от 1873 година Торбаче (Torbatché) е посочено като село с 30 домакинства с 68 жители албанци мюсюлмани. Според статистиката на Васил Кънчов („Македония. Етнография и статистика“) в Торбачи живеят 130 души българи мохамедани.
На Етнографската карта на Битолския вилает на Картографския институт в София от 1901 година Торбаче е смесено българско християнско-мохамеданско село в Дебърската каза на Дебърския санджак с 30 къщи.

### В Албания
След Балканската война в 1913 година Торбачи попада в новосъздадена Албания.
В 1915 година, по време на Първата световна война, селото е анексирано от Царство България. Към 1 март 1916 година Торбаче е част от Малоостренската община на българската Дебърска околия.
В рапорт на Сребрен Поппетров, главен инспектор-организатор на църковно-училищното дело на българите в Албания, от 1930 година Торбач е отбелязано като село с 25 къщи българи мохамедани.
В 1940 година Миленко Филипович пише, че Торбачи, Торбаче, Търбач (Торбачи, Торбаче, Трбач) е чисто „сръбско мюсюлманско село“ със 176 жители. В селото има място наречено Вакуф, в което никой не смее да пипа дърветата. Малко по-отдалечено от там е старото християнско гробище, на което още стоят надгробните камъни.
Според Божидар Видоески в Торбач живеят „македонци мюсюлмани“.
До 2015 година селото е част от община Острени.